# Резерфорд (округ, Теннессі)
Шаблон:StateAbbr_ 35°50′ пн. ш. 86°25′ зх. д. / 35.84° пн. ш. 86.42° зх. д.
Округ  Резерфорд (англ. Rutherford County) — округ (графство) у штаті  Теннессі, США. Ідентифікатор округу 47149.

## Історія
Округ утворений 1803 року.

## Демографія
За даними перепису 2000 року загальне населення округу становило 182023 осіб, зокрема міського населення було 136163, а сільського — 45860. Серед мешканців округу чоловіків було 90585, а жінок — 91438. В окрузі було 66443 домогосподарства, 47457 родин, які мешкали в 70616 будинках. Середній розмір родини становив 3,09.
Віковий розподіл населення поданий у таблиці:
| Стать    | До 15 років | 15-21 | 22-29 | 30-39 | 40-49 | 50-65 | 65-85 | Понад 85 |
| -------- | ----------- | ----- | ----- | ----- | ----- | ----- | ----- | -------- |
| Чоловіки | 20764       | 10919 | 12685 | 15707 | 13371 | 11433 | 5302  | 404      |
| Жінки    | 19804       | 11130 | 11819 | 15527 | 13662 | 11580 | 6846  | 1070     |

## Суміжні округи
- Вілсон — північ
- Кеннон — схід
- Коффі — південний схід
- Бедфорд — південь
- Маршалл — південний захід
- Вільямсон — захід
- Девідсон — північний захід

## Виноски
1. ↑  U.S. Decennial Census. United States Census Bureau. Процитовано 14 квітня 2015.
2. ↑  Historical Census Browser. University of Virginia Library. Архів оригіналу за 11 серпня 2012. Процитовано 14 квітня 2015.
3. ↑  Forstall, Richard L., ред. (27 березня 1995). Population of Counties by Decennial Census: 1900 to 1990. United States Census Bureau. Процитовано 14 квітня 2015.
4. ↑  Census 2000 PHC-T-4. Ranking Tables for Counties: 1990 and 2000 (PDF). United States Census Bureau. 2 квітня 2001. Процитовано 14 квітня 2015.
5. ↑  Annual Estimates of the Resident Population: April 1, 2010 to July 1, 2016. Rutherford County and Associated Incorporated Locations. United States Census Bureau. 2017. Архів оригіналу за 16 лютого 2020. Процитовано 9 червня 2017.(англ.) Наведено за англійською вікіпедією.
6. ↑  American FactFinder. Бюро перепису населення США. Архів оригіналу за 26 лютого 2012. Процитовано 31 січня 2008.

| США | Це незавершена стаття з географії США. Ви можете допомогти проєкту, виправивши або дописавши її. |